# Alfréd Radok
Alfréd Radok (Týn nad Vltavou, 17 dicembre 1914 – Vienna, 22 aprile 1976) è stato un regista cecoslovacco.

## Biografia
Nato da padre ebreo e madre cattolica, fondò con il fratello Emil una compagnia teatrale nella città di Valašské Meziříčí. Quest'esperienza gli permise di collaborare con il drammaturgo Emil František Burian nel teatro da lui fondato fino al 1941, quando venne deportato in un lager. Alla chiusura del teatro riuscì a proseguire la sua esperienza registica fino al 1944 in altre realtà cecoslovacche, fino al suo arresto e deportazione, avvenuto nel 1944, a causa dell'origine del padre, in un campo di lavoro in Polonia. Fuggì all'inizio del 1945 e rientrò nella sua città natale. I genitori erano stati internati in un campo di sterminio con la famiglia, in cui non sopravvisse nessuno. Questa sua esperienza personale gli ispirò la prima delle sue opere cinematografiche, Alles kaputt!, che ottenne forti critiche da parte dell'apparato comunista, ma un buon successo internazionale. Venne selezionato dal New York Times come una delle migliori dieci pellicole del 1950.
Assunto al Teatro Nazionale di Praga, lavorò in patria fino all'invasione della Cecoslovacchia nel 1968. Si trasferì allora in Svezia, assumendo la direzione artistica del Folkteatern di Göteborg. Nel 1976 venne richiesto da Václav Havel come regista dell'opera teatrale tratta da una delle sue opere, al Burgtheater di Vienna. Giunto in Austria all'inizio del 1976, si ammalò e morì dopo pochi mesi.

## Filmografia
- Alles kaputt! (Daleká cesta) (1950)
- Nonno automobile (Dedécek automobil) (1957)